# دونكان نيل
دونكان نيل (بالإنجليزية: Duncan Neale)‏ (1 أكتوبر 1939 في المملكة المتحدة - ) هو لاعب كرة قدم بريطاني في مركز الوسط. لعب مع نادي بليموث أرجايل ونيوكاسل يونايتد.

## وصلات خارجية
- دونكان نيل على موقع قاعدة بيانات كرة القدم.إي يو (الإنجليزية)